# Dangcagan
Dangcagan ist eine philippinische Stadtgemeinde in der Provinz Bukidnon. Sie hat 23.723 Einwohner (Zensus 1. August 2015).

## Barangays
Dangcagan ist politisch in 14 Baranggays unterteilt.
- Barongcot
- Bugwak
- Dolorosa
- Kapalaran
- Kianggat
- Lourdes
- Macarthur
- Miaray
- Migcuya
- New Visayas
- Osmeña
- Poblacion
- Sagbayan
- San Vicente